# Ресак-д’Од
Реса́к-д’Од (фр. Raissac-d'Aude) — коммуна во Франции, находится в регионе Лангедок — Руссильон. Департамент коммуны — Од. Входит в состав кантона Западная Нарбонна. Округ коммуны — Нарбонна.
Код INSEE коммуны — 11307.

## Население
Население коммуны на 2008 год составляло 247 человек.
| 1962 | 1968 | 1975 | 1982 | 1990 | 1999 | 2008 |
| ---- | ---- | ---- | ---- | ---- | ---- | ---- |
| 291  | 301  | 239  | 238  | 238  | 238  | 247  |

## Экономика

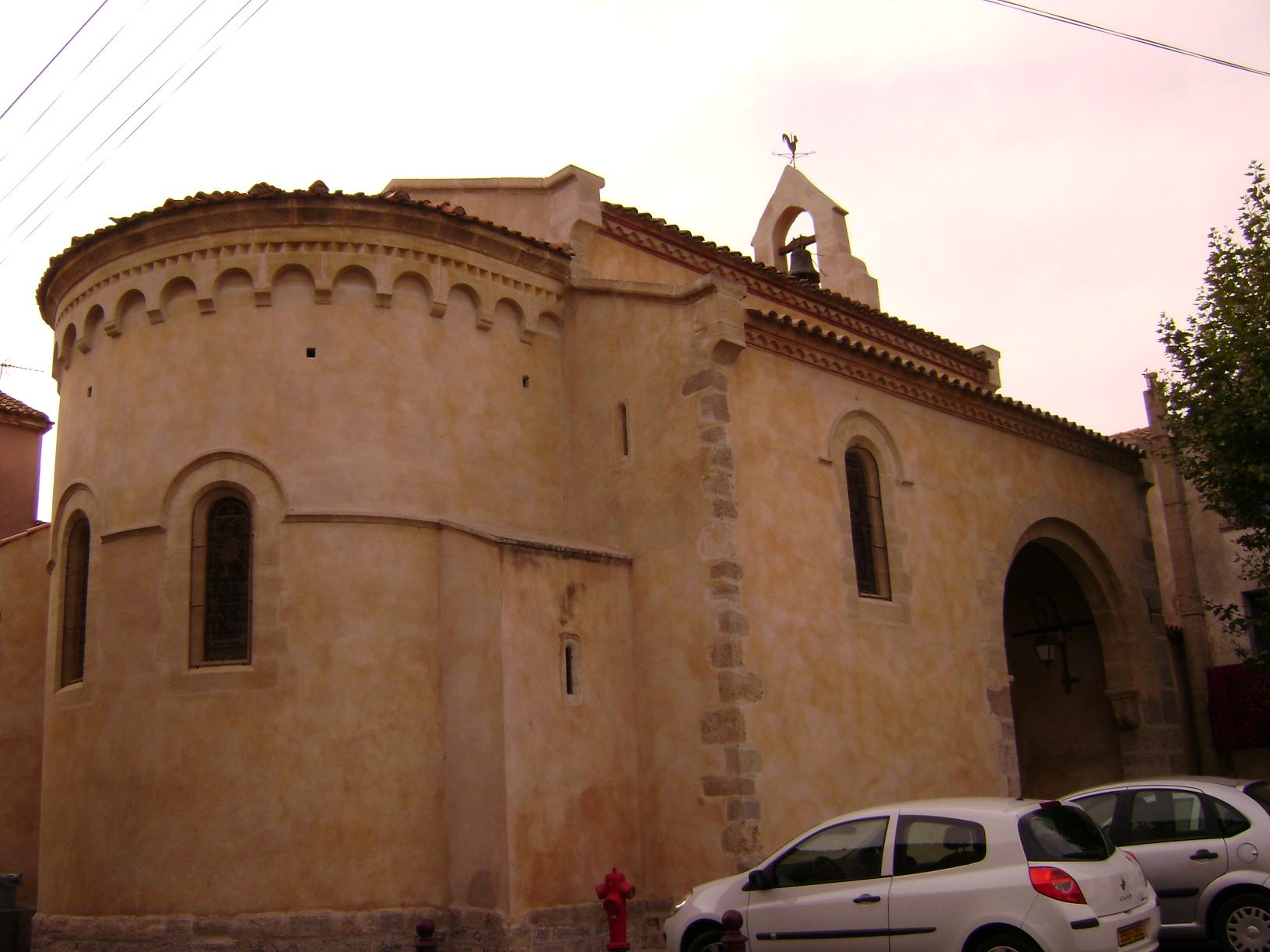
Церковь Сен-Бартелеми (XIX век)

В 2007 году среди 162 человек в трудоспособном возрасте (15—64 лет) 106 были экономически активными, 56 — неактивными (показатель активности — 65,4 %, в 1999 году было 67,1 %). Из 106 активных работали 84 человека (42 мужчины и 42 женщины), безработных было 22 (14 мужчин и 8 женщин). Среди 56 неактивных 15 человек были учениками или студентами, 24 — пенсионерами, 17 были неактивными по другим причинам.